# Mesocyclops geminus
Mesocyclops geminus – gatunek widłonoga z rodziny Cyclopidae. Nazwa naukowa tego gatunku skorupiaków została opublikowana w 2000 roku przez polską zoolog Marię Hołyńską.